# Olaf Rumatowski
Olaf Rumatowski (ur. 15 lipca 1931, zm. 14 marca 2015) – polski konstruktor.
W 1952 ukończył Liceum Budowlane w Poznaniu, a potem Wydział Budownictwa Lądowego Politechniki Poznańskiej. Pracował w poznańskim "Miastoprojekcie". Zaprojektował konstrukcje następujących budynków:
- supersamu "Kasia" w Poznaniu - ul. 27 Grudnia,
- Szpitala Wojewódzkiego przy ul. Lutyckiej w Poznaniu (część obiektu),
- szpitala w Kaliszu (wespół z Henrykiem Marcinkowskim),
- biurowca "Meramont" w ramach poznańskiej "Alfy" (w zespole Jerzego Liśniewicza),
- pawilonów handlowych przy ul. Grochowskiej w Poznaniu,
- nowej części Akademii Muzycznej w Poznaniu (w zespole Jerzego Gurawskiego)[1],
- Zakładu Medycyny Sądowej Akademii Medycznej w Gdańsku przy ul. Dębowej 26 (współautorstwo)[2].

Pochowany na Cmentarzu Bożego Ciała w Poznaniu.